# عجلان بن رميثة
الشريف عجلان بن رميثة  أمير وشريف مكة، تولى إمرة الحجاز بعد موت أبيه لنحو 30 سنة.

## نسبه
عجلان بن رُمَيثة بن محمد أبي نُمَيّ الأكبر بن أبي سعد الحسن بن علي بن قَتادة بن إدريس بن مطاعن بن عبد الكريم الحسنيّ القرشي الهاشمي.
يكنى «أبو سريع» ويلّقب عز الدين.

## ذريّته
أنجب عجلان ذرية وهم:
1. خرص بن عجلان: ناب عن أبيه، توفي في حياة أبيه.
2. كبيش بن عجلان: ناب عن أبيه وأخيه.
3. محمد بن عجلان: ناب عن أخيه علي في الإمارة.
4. علي بن عجلان: ناب عن أخيه الشريف حسن.
5. الحسن بن عجلان: تولى سلطنة الحجاز.
6. أحمد بن عجلان: أمير الحجاز بعد أبيه.

## وفاته
توفي سنة 777 هـ وعمره سبعون سنة.